# Паст, Евгений Сергеевич
Евге́ний Серге́евич Паст (укр. Євген Сергійович Паст; род. 16 марта 1988[…], Одесса) — украинский футболист, вратарь.

## Клубная карьера
Воспитанник одесского «Черноморца». Первый тренер — В. А. Голиков. В 2006 году был переведён в дубль «Черноморца». На зимних сборах «Черноморца» в 2010 года главный тренер Андрей Баль, чаще других ставил в основу Евгения Паста. В Премьер-лиге дебютировал 28 февраля 2010 года в домашнем матче против симферопольской «Таврии» (2:0). Его выход в этом матче состоялась благодаря травме Евгения Ширяева и проблем со здоровьем Виталия Руденко. 20 и 27 февраля 2014 года Евгений провёл в составе «Черноморца» свои первые матчи в Лиге Европы, заменив заболевшего основного голкипера Дмитрия Безотосного.
В июне 2015 года покинул одесский клуб в связи с окончанием действия контракта. В сентябре 2015 года подписал контракт с кировоградской «Звездой», где практически сразу стал основным вратарём команды. В дебютном сезоне в новом клубе стал чемпионом Первой лиги Украины. На протяжении двух лет выступал в составе «Звезды» в Премьер-лиге. После вылета команды из высшего дивизиона по итогам сезона 2017/18 получил статус свободного агента. 8 июня 2018 года подписал контракт сроком на 2 года с клубом Премьер-лиги «Десна» (Чернигов).

## Карьера в сборной
24 февраля 2010 года главный тренер молодёжной сборной Украины до 21 года Павел Яковенко огласил состав и впервые вызвал в сборную Евгения Паста. Но главный тренер «Черноморца» Андрей Баль попросил отсрочить его вызов из-за проблем с вратарями в команде.

## Достижения
«Черноморец» (Одесса)
- Серебряный призёр Первой лиги Украины: 2010/2011

«Звезда» (Кропивницкий)
- Победитель Первой лиги Украины: 2015/2016